# ダウンタウン・ホノルル
ダウンタウン・ホノルルはアメリカ合衆国ハワイ州の州都であり最大の都市であるホノルルの現在の歴史的・経済的・そして政治的の中心である。この地域は西をヌウアヌ川（Nuʻuanu Stream）に、東をワード通りに、北をヴィニヤード通りに、南をホノルル港によって区切られている。新旧の建築物が混在するエリアであり、多くの建造物がアメリカ合衆国国家歴史登録財のアメリカ合衆国国定歴史建造物に登録されている。

## 区域
ホノルルのダウンタウンは「議会」「ビジネスセンター」「チャイナタウン」「ウォーターフロント」の4つの区域に分けることができ、それぞれに独自の特徴と建築物を持っている。

### 議会区域

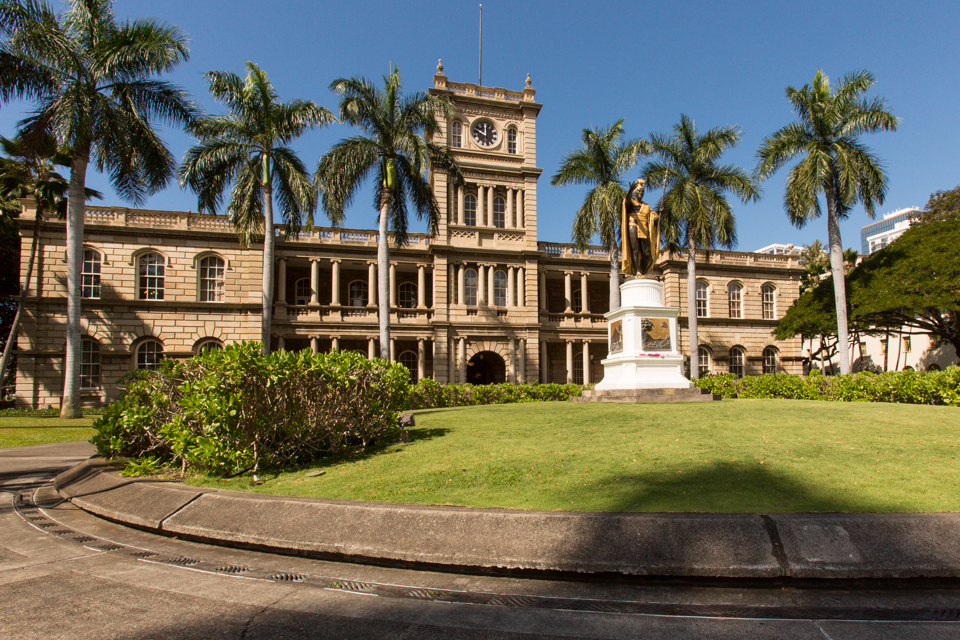
アリイオラニ・ハレ

議会区域、またはシビック・センターは、ほとんどの連邦・州・市郡の行政ビルを含み、ハワイ州会議事堂、イオラニ宮殿、ホノルル・ハレ（市役所）が中心にある。この区域は大まかに東をリチャーズ通りに、西をワード通りに、北をヴィニヤード通りに、南をニミッツ・ハイウェイによって区切られている。
当区域の著名な建造物は以下の通り。
- オールド・アドバタイザー・ビルディング
- アリイオラニ・ハレ（英語版）
- ビショップ・エステート・ビルディング（英語版）
- フランク・F・ファジ市営ビル（英語版）
- ハワイ州会議事堂
- ハワイ州立図書館（英語版）
- ホノルル市消防局（英語版）本部
- ホノルル・ハレ
- ホノルル市警察（英語版）本部
- イオラニ・バラックス（英語版）
- イオラニ宮殿
- Kakaʻako Fire Station
- Kalanimoku Building
- カメハメハ5世郵便局
- カワイアハオ教会
- Kawaiahaʻo Plaza
- King Kalakaua Building
- Kapuaiwa Building
- レイオパパ・ア・カメハメハ・ビルディング（英語版）
- ミッション・メモリアル・ビルディング（英語版）
- パシフィック・クラブ（英語版）
- プリンス・クヒオ連邦ビルディング（英語版）
- テリトリアル・ビルディング（英語版）
- ワシントン・プレイス（英語版）

### ビジネスセンター区域
ビショップ通りとフォート・ストリート・モールを中心とする区域で、大まかにヌウアヌ通りとニミッツ・ハイウェイ、リチャード通り、ヴィニヤード通りによって区切られている。当区域にはハワイに本社を置く企業の本社と高層ビルの大半はこのエリアにある。
当区域の著名な建造物は以下の通り。
- 1100 Alakea Street
- 1132 Bishop Street

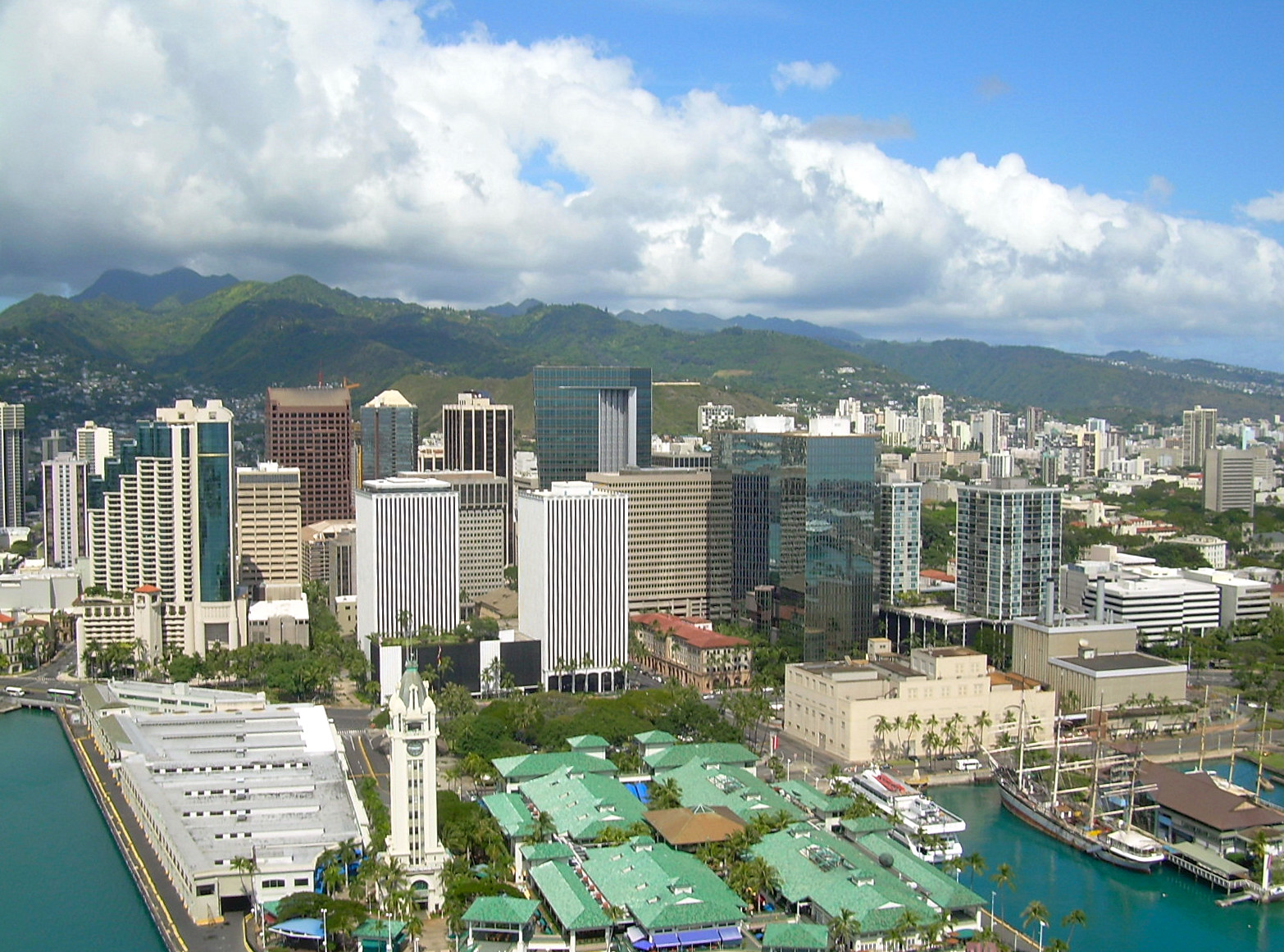
2007年4月7日に撮影されたホノルルの空撮。前面にあるのが1926年に竣工したアロハ・タワーである。時計台であると同時に、ホノルル港を訪れる訪問者を出迎える灯台でもある。写真中央はファースト・ハワイアン・バンクである。ハワイ州で最も高いビルであり、ハワイ州最古の銀行でもある。右下に見えるのは「フォールス・オブ・クライド」である。現存する唯一の4つのマストを持つ鉄製の全装帆船であり、また現存する唯一の帆走する石油タンカーである。当船舶はホノルル港の博物館船である。

- アレクサンダー&ボールドウィン・ビルディング（英語版）
- Ali'i Place
- American Savings Building
- Arcade Building
- Armstrong Building
- 陸海軍YMCA（英語版）
- ビショップ銀行ビルディング（英語版）
- Bishop Square
- Cades Schutte Building
- Capitol Place
- セントアンドリューズ大聖堂
- 平和の聖母大聖堂
- C・ブルーワー・ビルディング（英語版）
- Central Fire Station
- Central Pacific Plaza (セントラル・パシフィック・バンク)
- Century Square
- City Financial Tower
- Davies Pacific Center
- ディリンガム運輸ビルディング（英語版）
- Executive Center
- Financial Plaza of the Pacific (バンク・オブ・ハワイ)
- Finance Factors Center
- ファースト・ハワイアン・センター（英語版）
- フォート・ストリート・モール（英語版）
- Harbor Court
- ハワイ・パシフィック大学
- ハワイアン電力ビルディング（英語版）
- Hawaiian Telcom Building
- ジャッド・ビルディング（英語版）
- セントラル・ミドル・スクール（英語版）
- マッケンドレス・ビルディング（英語版）
- メルチャーズ・ビルディング（英語版）
- オアフ・レイルウェイ・アンド・ランド・カンパニー・ターミナル（英語版）
- オーシャニット・センター（英語版）
- Pacific Guardian Center
- Pinnacle Honolulu
- Pioneer Plaza
- ロイヤル・ブリュワリー（英語版）
- スタンゲンウォルド・ビルディング（英語版）
- テオ・H・デヴィ―ス・ビルディング（英語版）
- TOPA Financial Tower
- 横浜正金銀行ハワイ支店
- YWCAビルディング（英語版）

### チャイナタウン

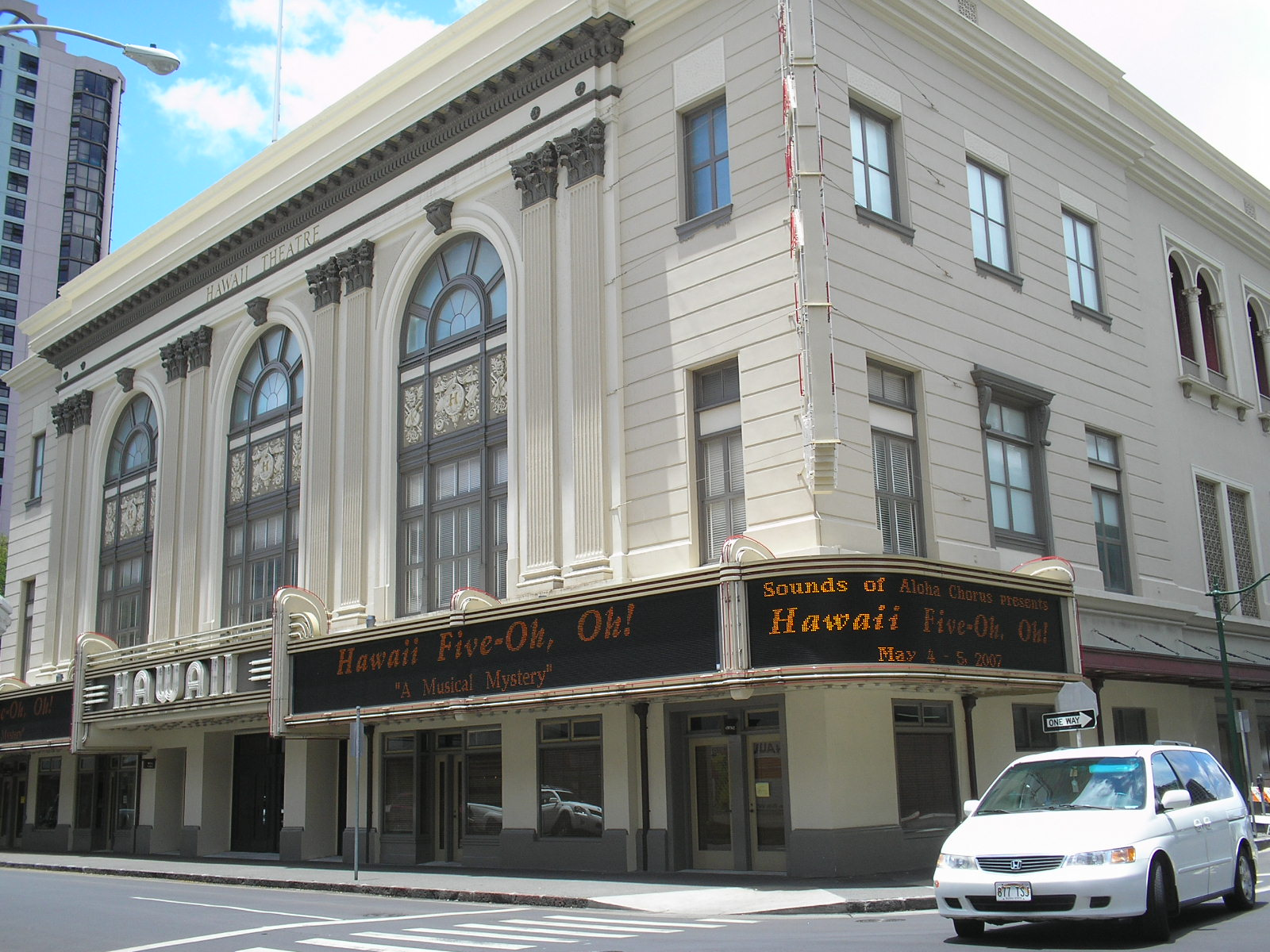
ハワイ・シアター

ヌウアヌ川とヌウアヌ通りの間にあり、チャイナタウンはかつて中国との文化交流の中心であった。このエリアの中心はオープンエアのオアフ・マーケットである。ヌウアヌ通り周辺のエリアはハワイ・シアターの改装に伴って「アーツ・ディストリクト」と呼ばれるようになった。
当区域にある著名な建造物は以下の通り。
- ハワイ・シアター
- ルム・イップ・キー・ビルディング（英語版）
- 日布時事ビルディング（英語版）
- オアフ・マーケット（英語版）
- ウォー・ファット・ビルディング（英語版）

### ウォーターフロント

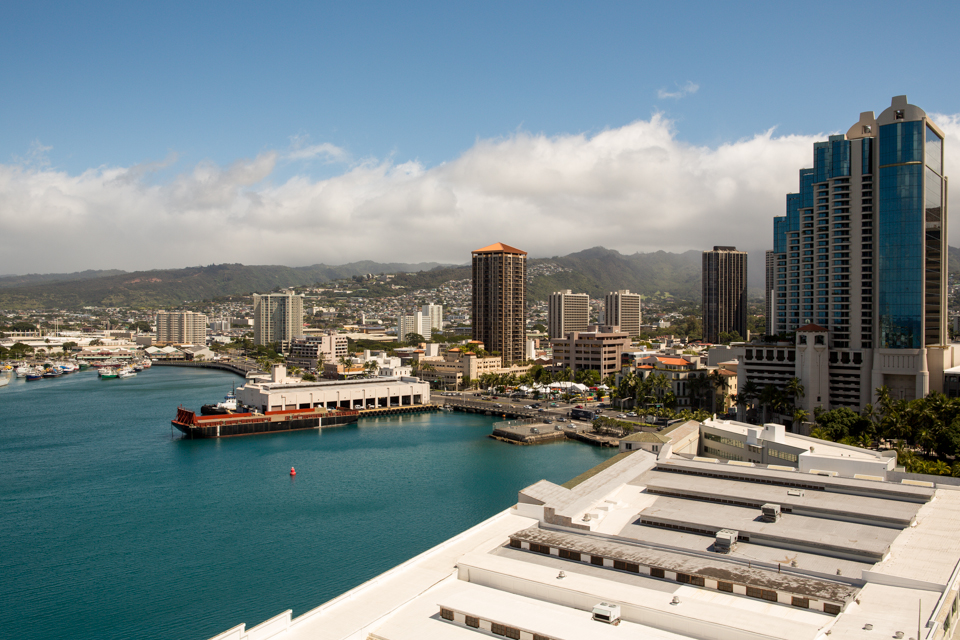
ウォーターフロント区域の風景。右側にはハーバー・コートが見える

ホノルルのウォーターフロントの中心はかつてハワイ州で最高の建造物であり、航空路線が就航する以前にハワイとアメリカ大陸を結んだ旅客船が停泊していたアロハ・タワーである。近年、ハワイ諸島間の旅客船はホノルル港に停泊する。
当区域にある著名な建造物は以下の通り。
- アロハ・タワー（英語版）
- フォールス・オブ・クライド（英語版）
- ハワイ海事センター
- ホノルル自由港

## 行政とインフラ
ホノルル市警察はアラパイ警察署とダウンタウン警察署を設置している。
アメリカ合衆国郵便公社はマーチャント通り335にホノルル郵便局を設置している。